# Helena Fischerová
Helena Fischerová (1. března 1897 Praha – ???) byla česká inženýrka chemie, odborná asistentka a feministka; první inženýrka oboru chemie na Vysoké škole chemicko-technologické v Praze. De facto se stala první ženou v Československu, která dosáhla vysokoškolského chemického vzdělání.

## Život
Narodila se v Praze. Po absolvování měšťanské školy a střední škole s maturitou roku 1916 začala studovala chemii na Univerzitě Karlově v Praze.
Roku 1916 pak začala Fischerová studovat pražské České vysoké učení technické. Až do roku 1900 docházely dívky na přednášky na hospitační studium (bez statutu řádné posluchačky); v roce 1900 bylo novým zákonem dívkám umožněno skládat zkoušky za celou dosavadní dobu studia, řádné studium mohly ženy nastoupit až se vznikem Československa roku 1918. Z české techniky byla pak roku 1920 vyčleněna Vysoká škola chemicko-technologická, kde Fischerová odpromovala 24. února 1921 a stala se tak první ženou-absolventkou tohoto ústavu.
Na VŠCHT následně působila jako odborná asistentka, čímž se stala jednou z vůbec prvních žen v Československu pedagogicky působících na univerzitách.